# Anopheles darlingi
Anopheles darlingi är en tvåvingeart som beskrevs av Francis Metcalf Root 1926. Anopheles darlingi ingår i släktet Anopheles och familjen stickmyggor. Inga underarter finns listade i Catalogue of Life.